# Jacques-Charles Bonnard
Jacques-Charles Bonnard (París, 1768-Burdeos, 1818) fue un arquitecto francés.

## Biografía
Nacido el 30 de junio de 1768 en París, fue discípulo de Renard y Watelet, así como de la Academia Real de Arquitectura. Ganó el primer premio en 1788 por un proyecto para el Tesoro Público y fue enviado a Roma a expensas del rey, donde se dice que habría inspeccionado el trazado de varios acueductos antiguos. Sin embargo, su estancia en esta ciudad fue breve, ya que, tras recibir el encargo de realizar importantes obras para preparar el Palacio de las Tullerías, que había permanecido deshabitado durante mucho tiempo, para Luis XVI, Renard llamó a su alumno de Roma para que lo ayudara. Sin embargo los acontecimientos políticos suspendieron estas obras casi tan pronto como comenzaron, y en 1792 Bonnard se refugió en Inglaterra.

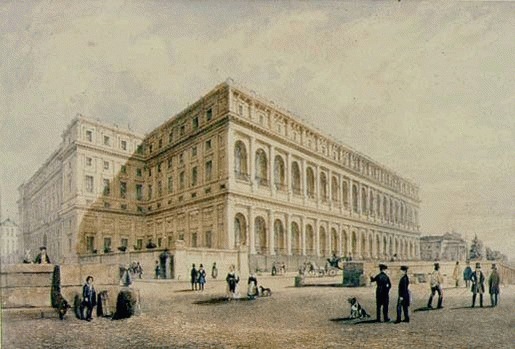
Palacio de Orsay

De regreso a París en 1798, sucedió a su maestro como arquitecto del Ministerio de Asuntos Exteriores y, durante el concurso abierto en 1810 para la construcción, en el Quai d'Orsay, de un palacio destinado a albergar este ministerio, un edificio que fue ocupado más tarde por el Consejo de Estado y por el Tribunal de Cuentas hasta su incendio en 1871. Bonnard, cuyo proyecto fue clasificado en primer lugar, obtuvo la dirección de las obras, que interrumpieron los sucesos de 1814 y que fueron reanudadas y completadas después de 1830 por Lacornée, su alumno. También fue nombrado arquitecto de los edificios de la Régie des Droits Réunis y luego fue llamado para ocupar un puesto en la sección de arquitectura de la Academia Real de Bellas Artes, en 1816. Falleció el 29 de octubre de 1818 en Burdeos.